# From dusk till dawn (Bax)
From dusk till dawn is een compositie van Arnold Bax.
Hij schreef balletmuziek voor voorstellingen van een privé-ensemble rondom Ina Marjorie Gwendolin Pelly, toen Ina Lowther (vrouw van Christopher Lowther (en), later mevrouw Cholmondley). Zij gaf wel vaker opdrachten voor werken, zoals aan Edward Elgar (The sanguine fan). Bax had de muziek in juni 1917 af en in december 1917 werd het ballet opgevoerd. Het verhaal gaat over een drietal porseleinen voorwerpen (een figuur in Dresden-porselein, een clown en een danser) in een vensterbank die na de schemering ineens in beweging komen en met zonsopgang om 3.00 uur weer gedwongen worden stil te staan. In 1918 kwam er een concertuitvoering van het werk en weer een jaar later vond er een aantal heropvoeringen van het ballet plaats. Daarna verdween het is de la tot 1983 (concertuitvoering) en 1990 (plaatopname).
De mansucripten bevinden zich in de Royal Academy of Music.